# Форже, Ги
Ги Форже́ (фр. Guy Forget; род. 4 января 1965, Касабланка, Марокко) — французский профессиональный теннисист, теннисный тренер и телекомментатор. Двукратный обладатель Кубка Дэвиса и победитель командного Кубка мира в составе сборной Франции, победитель парного турнира Мастерс 1990 года.

## Спортивная карьера

### Начало карьеры: 1982—1985
Первые матчи в профессиональных турнирах Ги Форже провёл в 17 лет, в 1982 году. Уже в первое своё появление на кортах Открытого чемпионата Франции он дошёл до третьего круга, победив перед этим бывшую первую ракетку мира Илие Нэстасе. Позже в том же году он дошёл до полуфинала турнира Гран-при в Тайбэе и третьего круга Открытого чемпионата Австралии. По итогам этого года он занял первую строчку в рейтинге ITF среди юношей. На следующий год он дважды дошёл до полуфинала турниров Гран-при в парном разряде.
В июле 1984 года Форже дебютировал в составе сборной Франции в матче Кубка Дэвиса с чехословаками и уступил в обеих одиночных встречах, Ивану Лендлу и Томашу Шмиду. Сразу после этого он принял участие в показательном Олимпийском теннисном турнире в Лос-Анджелесе, возраст участников которого был ограничен 20 годами. Форже был посеян на турнире восьмым и проиграл в четвертьфинале будущему чемпиону, Стефану Эдбергу. В сентябре в Бордо с соотечественником Луаком Курто он дошёл до первого в карьере финала турнира Гран-При, находясь на 203 месте в рейтинге среди теннисистов в парном разряде. В ноябре он вышел в четвёртый круг Открытого чемпионата Австралии, уступив там Борису Беккеру.
В ноябре 1985 года в Стокгольме и Лондоне Форже выиграл свои первые турниры Гран-при в парном разряде. Его партнёрами были, соответственно, Андрес Гомес и Андерс Яррид. Лучший результат сезона в одиночном разряде он показал в Гштаде, где по дороге в полуфинал победил 19-ю ракетку мира Томаша Шмида.

### Успехи в парах: 1986—1988
В 1986 году Форже развил свой успех в парном разряде. За сезон он восемь раз доходил до финала турниров Гран-при и шесть из них выиграл. В трёх из этих побед его партнёром был ещё один француз, Янник Ноа, с которым они, в частности, выиграли Открытый чемпионат Италии, второй по престижности грунтовый турнир в мире. После выхода в полуфинал ещё одного престижного турнира в Торонто Форже поднялся на третью строчку в рейтинге теннисистов в парном разряде, высшую в карьере. Ноа и Форже завоевали право участвовать в турнире Мастерс, итоговом турнире сезона, и дошли в нём до финала, выиграв четыре матча и проиграв только шведской паре Эдберг—Яррид. В мае Форже в паре с Анри Леконтом выиграл для сборной Франции три игры в парном разряде в рамках командного Кубка мира и помог ей завоевать впервые в истории этот трофей. Он также выиграл со сборной турнир Европейской зоны Кубка Дэвиса, победив во всех своих матчах, как в одиночном, так и в парном разряде. В одиночном разряде он дошёл до четвёртого круга Открытого чемпионата Франции, а в октябре в Тулузе выиграл свой первый одиночный турнир Гран-При. К этому же сезону относится его первая победа над игроком из первой десятки рейтинга: на турнире в Роттердаме он взял верх над Эдбергом, пятой ракеткой мира, перед тем, как уступить другому шведу, Йоакиму Нюстрему, тоже игроку первой десятки.
В 1987 году все основные успехи Форже пришлись на парный разряд. Он выиграл пять турниров (все с Ноа) и ещё дважды играл в финале, в том числе и в Открытом чемпионате Франции. Андерс Яррид встал на его пути к титулу и на этот раз, в паре с Бобом Сегусо. Форже закончил сезон в десятке сильнейших, но в турнир Мастерс они с Ноа не попали. Форже продолжал выступать в сборной Франции, одержав победы в двух из трёх матчей в командном Кубке мира и выиграв все четыре своих игры в Кубке Дэвиса, принеся в том числе в паре с Леконтом единственное очко французам в четвертьфинальном поражении от шведов.
В 1988 году Форже выиграл три турнира в парном разряде и дошёл до четвертьфинала на Уимблдоне и Олимпиаде в Сеуле, где они с Леконтом были посеяны четвёртыми. Леконт был его партнёром на протяжении большей части сезона, но в турнир Мастерс они не прошли. В одиночном разряде он дошёл до полуфинала в двух турнирах Гран-при и до третьего круга на Открытом чемпионате Франции и на Олимпийских играх, где проиграл будущему чемпиону Милославу Мечиржу. Форже также продолжил свою трёхлетную победную серию в составе сборной Франции в Кубке Дэвиса, выиграв все три своих матча в парном разряде, в том числе в полуфинале против шведов, и доведя число побед в серии до одиннадцати.

### Пик одиночной карьеры: 1989—1992
| Год  | Одиночный рейтинг | Парный рейтинг |
| ---- | ----------------- | -------------- |
| 1996 | 51                | 14             |
| 1995 | 71                | 32             |
| 1994 | 40                | 96             |
| 1993 | 158               | 114            |
| 1992 | 11                | 29             |
| 1991 | 7                 | 84             |
| 1990 | 16                | 4              |
| 1989 | 36                | 152            |
| 1988 | 48                | 15             |
| 1987 | 54                | 6              |
| 1986 | 25                | 8              |
| 1985 | 61                | 23             |
| 1984 | 36                | 217            |
| 1983 | 188               | 166            |

1989 год в парном разряде оказался неудачным для Форже, который ни разу не сумел пробиться в финал. Его победная серия в составе сборной, которую он продолжил в матче с израильтянами, была прервана в проигранном всухую четвертьфинале против команды США: они с Ноа проиграли олимпийским чемпионам Сегусо и Флэку. Всю середину сезона после этого матча, в том числе три турнира Большого шлема, Форже пропустил из-за травм. Однако до и после этого перерыва ему удалось дважды попасть в финал турниров Гран-при в одиночном рзряде, и один из них, в Нанси, он выиграл.
Также дважды Форже играл в финалах одиночных турниров на следующий год и опять выиграл один из них. За год он четырежды побеждал соперников из Top-10, в том числе двоих подряд на Открытом чемпионате Германии, а после выхода в четвёртый круг на Уимблдоне впервые вошёл в число двадцати лучших теннисистов мира в одиночном разряде. Он также возобновил выступления в одиночном разряде за сборную Франции, выиграв свои первые с 1987 года одиночные матчи у соперников из Великобритании. После перерыва в 1989 году он снова успешно заиграл и в парах, выиграв пять турниров, из них четыре со швейцарцем Якобом Хласеком и один с Борисом Беккером. Форже и Хласек завоевали право выступать в чемпионате мира АТР (как теперь назывался итоговый турнир сезона по версии Ассоциации теннисистов-профессионалов), и выиграли его, победив все пять пар соперников, включая лучшую пару мира, южноафриканцев Дани Виссера и Питера Олдрича. Форже снова закончил год в десятке лучших теннисистов в парном разряде.
1991 год был ознаменован для Форже прорывом в одиночном разряде, где он выиграл шесть турниров (при единственной победе в парах). Среди выигранных были и турниры в Цинциннати и Париже, относившиеся к высшей категории турниров АТР. Кроме этого, Форже дошёл до четвертьфинала на двух турнирах Большого шлема в Открытом чемпионате Австралии и на Уимблдонском турнире. Уже в феврале он вошёл в десятку лучших теннисистов мира в одиночном разряде, а в марте поднялся в рейтинге до высшей в карьере четвёртой строчки. В конце сезона он участвовал в Кубке Большого шлема, где в четвертьфинале уступил чемпиону Уимблдона Михаэлю Штиху. В Кубке Дэвиса он выиграл за сезон десять матчей из двенадцати, в том числе все четыре в парном разряде, включая финал, где они с Леконтом взяли реванш у Сегусо и Флэка, и вместе со сборной завоевал первый в карьере Кубок Дэвиса.
Достаточно успешным был для Форже и следующий одиночный сезон. Он дошёл до финала на четырёх турнирах и второй год подряд попал в четвертьфинал на Уимблдоне, снова обеспечив себе участие в Кубке Большого шлема в конце года. Хоя он не удержался в первой десятке рейтинга, на протяжении сезона он пять раз побеждал её представителей: Эдберга (дважды), Лендла, Петра Корду и Пита Сампраса. В парном разряде на его счету в этом сезоне был выход в три финала турниров АТР и полуфинал Уимблдона, по пути к которому они с Хласеком обыграли две посеянных пары. Форже принял участие в Олимпийском турнире в Барселоне, но проиграл уже во втором круге как в одиночном разряде, так и в паре с Леконтом.

### Окончание игровой карьеры: 1993—2000
Удачно начав 1993 год выходом в четвертьфинал Открытого чемпионата Австралии в одиночном разряде и победой в турнире высшей категории в Индиан-Уэллз (эта победа стала для него уже пятой на этом турнире), Форже пропустил весь остаток сезона, начиная с мая, из-за травм. Он вернулся на корт только в апреле 1994 года. Резко сократив число выступлений в парах, он продолжал активно играть в одиночном разряде, дойдя до четвертьфинала Уимблдонского турнира и финала в Базеле. В парах он провёл только восемь турниров, но выиграл три из них; во всех трёх случаях его партнёром был ещё один представитель Франции Оливье Делатр. По итогам сезона Форже был удостоен награды ATP в номинации «Возвращение года».
Возвращение в ряды сборной в 1995 году оказалось неудачным: Форже проиграл все три игры в матче первого круга против сборной США, хотя и добился победы в парной игре в матче плей-офф Кубка Дэвиса с марокканцами. В одиночном разряде он один раз дошёл до финала турнира (в Лондоне, где на пути в финал победил двух игроков первой десятки), а в парах ему удалось сделать это дважды, в том числе выиграв турнир ATP Championship Series в Милане. На Уимблдоне они с Хласеком дошли до четвертьфинала, уже в первом круге победив одну из ведущих пар мира, Патрика Гэлбрайта и Гранта Коннелла.
1996 год стал для Форже годом последних значительных успехов. Он начал сезон с выхода вместе с Хласеком в полуфинал Открытого чемпионата Австралии в парах и победы на турнире в Марселе в одиночном разряде, продолжил выходом в финал трёх турниров в парном разряде, в том числе во второй в карьере финал Открытого чемпионата Франции, четвертьфинал на Уимблдоне и полуфинал Открытого чемпионата США, и закончил выигрышем второго в карьере Кубка Дэвиса, где провёл за сезон шесть игр и во всех добился победы. После Открытого чемпионата США Форже ещё раз вернулся в число десяти лучших теннисистов мира в парном разряде, но так и не сумел пробиться с Хласеком в чемпионат мира АТР.
Ги Форже закончил активное участие в профессиональных теннисных турнирах после Уимблдонского турнира 1997 года, но ещё три года после этого участвовал в Открытом чемпионате Франции, куда его приглашали персонально.

## Участие в финалах турниров за карьеру
| Легенда                                             |
| --------------------------------------------------- |
| Большой шлем (2)                                    |
| Мастерс (2)                                         |
| АТР Championship Series, Single Week / Super 9 (10) |
| ATP Championship Series (6)                         |
| ATP World (19)                                      |
| Grand Prix (25)                                     |

### Одиночный разряд (19)

#### Победы (11)
| №   | Дата        | Турнир                                       | Покрытие | Соперник в финале | Счёт в финале            |
| --- | ----------- | -------------------------------------------- | -------- | ----------------- | ------------------------ |
| 1.  | 13 окт 1986 | Тулуза, Франция                              | Хард (i) | Ян Гуннарссон     | 4-6, 6-3, 6-2            |
| 2.  | 6 мар 1989  | Нанси, Франция                               | Хард (i) | Михил Схаперс     | 6-3, 7-65                |
| 3.  | 17 сен 1990 | Grand Prix Passing Shot, Бордо, Франция      | Грунт    | Горан Иванишевич  | 6-4, 6-3                 |
| 4.  | 14 янв 1991 | Holden NSW Open, Сидней, Австралия           | Хард     | Михаэль Штих      | 6-3, 6-4                 |
| 5.  | 18 фев 1991 | Брюссель, Бельгия                            | Ковёр    | Андрей Черкасов   | 6-3, 7-5, 3-6, 7-64      |
| 6.  | 12 авг 1991 | Thriftway ATP Championships, Цинциннати, США | Хард     | Пит Сампрас       | 2-6, 7-64, 6-4           |
| 7.  | 16 сен 1991 | Grand Prix Passing Shot (2)                  | Хард     | Оливье Делатр     | 6-1, 6-3                 |
| 8.  | 7 окт 1991  | Тулуза (2)                                   | Хард (i) | Амос Мансдорф     | 6-2, 7-64                |
| 9.  | 4 ноя 1991  | Paris Open, Франция                          | Ковёр    | Пит Сампрас       | 7-69, 4-6, 5-7, 6-4, 6-4 |
| 10. | 12 окт 1992 | Тулуза (3)                                   | Хард (i) | Петр Корда        | 6-3, 6-2                 |
| 11. | 19 фев 1996 | Open 13, Марсель, Франция                    | Хард (i) | Седрик Пьолин     | 7-5, 6-4                 |

#### Поражения (8)
| №  | Дата        | Турнир                                                | Покрытие | Соперник в финале | Счёт в финале            |
| -- | ----------- | ----------------------------------------------------- | -------- | ----------------- | ------------------------ |
| 1. | 13 ноя 1989 | Benson & Hedges Championships, Лондон, Великобритания | Ковёр    | Майкл Чанг        | 2-6, 2-6, 1-6            |
| 2. | 23 апр 1990 | Открытый чемпионат Ниццы, Франция                     | Грунт    | Хуан Агилера      | 6-2, 3-6, 4-6            |
| 3. | 11 мар 1991 | Newsweek Champions Cup, Индиан-Уэллз, США             | Хард     | Джим Курье        | 6-4, 3-6, 6-4, 3-6, 6-74 |
| 4. | 13 янв 1992 | NSW Open, Сидней, Австралия                           | Хард     | Эмилио Санчес     | 3-6, 4-6                 |
| 5. | 2 ноя 1992  | Открытый чемпионат Стокгольма, Швеция                 | Ковёр    | Горан Иванишевич  | 6-72, 6-4, 6-75, 2-6     |
| 6. | 9 ноя 1992  | Paris Open, Франция                                   | Ковёр    | Борис Беккер      | 6-73, 3-6, 6-3, 3-6      |
| 7. | 11 июл 1994 | Allianz Suisse Open Gstaad, Швейцария                 | Грунт    | Серхи Бругера     | 6-3, 5-7, 2-6, 1-6       |
| 8. | 19 июн 1995 | Stella Artois Championships, Лондон                   | Трава    | Пит Сампрас       | 6-73, 6-76               |

### Парный разряд (45)

#### Победы (28)
| №   | Дата        | Турнир                                                        | Покрытие | Партнёр       | Соперники в финале               | Счёт в финале      |
| --- | ----------- | ------------------------------------------------------------- | -------- | ------------- | -------------------------------- | ------------------ |
| 1.  | 4 ноя 1985  | Открытый чемпионат Стокгольма, Швеция                         | Хард (i) | Андрес Гомес  | Майк де Палмер Гэри Доннелли     | 6-3, 6-4           |
| 2.  | 11 ноя 1985 | Benson & Hedges Championships, Лондон, Великобритания         | Ковёр    | Андерс Яррид  | Борис Беккер Слободан Живоинович | 7-5, 4-6, 7-5      |
| 3.  | 24 фев 1986 | Pilot Pen Classic, Ла-Квинта, США                             | Хард     | Питер Флеминг | Янник Ноа Шервуд Стюарт          | 6-4, 6-3           |
| 4.  | 10 мар 1986 | Мец, Франция                                                  | Ковёр    | Войцех Фибак  | Франсиско Гонсалес Михил Схаперс | 2-6, 6-2, 6-4      |
| 5.  | 21 апр 1986 | Monte-Carlo Open, Монако                                      | Грунт    | Янник Ноа     | Матс Виландер Йоаким Нюстрем     | 6-4, 3-6, 6-4      |
| 6.  | 12 мая 1986 | Открытый чемпионат Италии, Рим                                | Грунт    | Янник Ноа     | Шервуд Стюарт Марк Эдмондсон     | 7-6, 6-2           |
| 7.  | 9 июн 1986  | Stella Artois Championships, Лондон                           | Трава    | Кевин Каррен  | Марк Кратцман Даррен Кэхилл      | 6-2, 7-6           |
| 8.  | 13 окт 1986 | Swiss Indoors, Базель                                         | Хард (i) | Янник Ноа     | Ян Гуннарссон Томаш Шмид         | 7-6, 6-4           |
| 9.  | 2 фев 1987  | Гран-при Лиона, Франция                                       | Ковёр    | Янник Ноа     | Келли Джонс Дэвид Пейт           | 4-6, 6-3, 6-4      |
| 10. | 16 фев 1987 | Pilot Pen Classic, Индиан-Уэллз, США (2)                      | Хард     | Янник Ноа     | Борис Беккер Эрик Елен           | 6-4, 7-6           |
| 11. | 4 мая 1987  | Нью-Йорк (Форест-Хиллз), США                                  | Грунт    | Янник Ноа     | Гэри Доннелли Питер Флеминг      | 4-6, 6-4, 6-1      |
| 12. | 11 мая 1987 | Открытый чемпионат Италии, Рим (2)                            | Грунт    | Янник Ноа     | Милослав Мечирж Томаш Шмид       | 6-2, 6-7, 6-3      |
| 13. | 8 июн 1987  | Stella Artois Championships, Лондон (2)                       | Трава    | Янник Ноа     | Рик Лич Тим Посат                | 6-4, 6-4           |
| 14. | 29 фев 1988 | Newsweek Champions Cup, Индиан-Уэллз (3)                      | Хард     | Борис Беккер  | Хорхе Лосано Тодд Уитскен        | 6-4, 6-4           |
| 15. | 7 мар 1988  | Du Pont Classic, Орландо, США                                 | Хард     | Янник Ноа     | Шервуд Стюарт Ким Уорик          | 6-4, 6-4           |
| 16. | 11 апр 1988 | Открытый чемпионат Ниццы, Франция                             | Грунт    | Анри Леконт   | Хайнц Гюнтхардт Диего Наргисо    | 4-6, 6-3, 6-4      |
| 17. | 19 фев 1990 | Штутгарт, Германия                                            | Ковёр    | Якоб Хласек   | Микаэль Мортенсен Том Нейсен     | 6-3, 6-2           |
| 18. | 5 мар 1990  | Newsweek Champions Cup, Индиан-Уэллз (4)                      | Хард     | Борис Беккер  | Джим Грэбб Патрик Макинрой       | 4-6, 6-4, 6-3      |
| 19. | 20 авг 1990 | Norstar Bank Hamlet Challenge Cup, Лонг-Айленд, Нью-Йорк, США | Хард     | Якоб Хласек   | Удо Риглевски Михаэль Штих       | 2-6, 6-3, 6-4      |
| 20. | 8 окт 1990  | Seiko Super Tennis, Токио, Япония                             | Ковёр    | Якоб Хласек   | Скотт Дэвис Дэвид Пейт           | 7-6, 7-5           |
| 21. | 22 окт 1990 | Открытый чемпионат Стокгольма (2)                             | Ковёр    | Якоб Хласек   | Джон Фицджеральд Андерс Яррид    | 6-4, 6-2           |
| 22. | 19 ноя 1990 | Мастерс, Сенкчуари-Коув, Австралия                            | Хард     | Якоб Хласек   | Серхио Касаль Эмилио Санчес      | 6-4, 7-6, 5-7, 6-4 |
| 23. | 9 сен 1991  | Grand Prix Passing Shot, Бордо, Франция                       | Хард     | Арно Бёч      | Патрик Кюнен Александр Мронц     | 6-2, 6-2           |
| 24. | 1 мар 1993  | Newsweek Champions Cup, Индиан-Уэллз (5)                      | Хард     | Анри Леконт   | Люк Дженсен Скотт Мелвилл        | 6-4, 7-5           |
| 25. | 13 июн 1994 | Gerry Weber Open, Халле, Северный Рейн — Вестфалия, Германия  | Трава    | Оливье Делатр | Анри Леконт Гэри Мюллер          | 6-4, 6-7, 6-4      |
| 26. | 22 авг 1994 | Waldbaum's Hamlet Cup, Лонг-Айленд (2)                        | Хард     | Оливье Делатр | Матк Петчи Эндрю Флорент         | 6-4, 7-6           |
| 27. | 12 сен 1994 | Grand Prix Passing Shot (2)                                   | Хард     | Оливье Делатр | Диего Наргисо Гийом Рау          | 6-2, 2-6, 7-5      |
| 28. | 13 фев 1995 | Milan Indoor, Италия                                          | Ковёр    | Борис Беккер  | Петр Корда Карел Новачек         | 6-2, 6-4           |

#### Поражения (17)
| №   | Дата        | Турнир                                                | Покрытие | Партнёр        | Соперники в финале                | Счёт в финале           |
| --- | ----------- | ----------------------------------------------------- | -------- | -------------- | --------------------------------- | ----------------------- |
| 1.  | 17 сен 1984 | Grand Prix Passing Shot, Бордо, Франция               | Грунт    | Луак Курто     | Павел Сложил Блейн Уилленборг     | 1-6, 4-6                |
| 2.  | 8 апр 1985  | Открытый чемпионат Ниццы, Франция                     | Грунт    | Луак Курто     | Клаудио Панатта Павел Сложил      | 6-3, 3-6, 6-8           |
| 3.  | 3 фев 1986  | Volvo U.S. National Indoor, Мемфис, США               | Ковёр    | Андерс Яррид   | Роберт Сегусо Кен Флэк            | 4-6, 6-4, 6-7           |
| 4.  | 24 ноя 1986 | Открытый чемпионат Южной Америки, Итапарика, Бразилия | Хард     | Луак Курто     | Майк Лич Чип Хупер                | 5-7, 3-6                |
| 5.  | 8 дек 1986  | Мастерс, Лондон, Великобритания                       | Ковёр    | Янник Ноа      | Стефан Эдберг Андерс Яррид        | 3-6, 6-7, 3-6           |
| 6.  | 25 мая 1987 | Открытый чемпионат Франции, Париж                     | Грунт    | Янник Ноа      | Роберт Сегусо Андерс Яррид        | 7-6, 7-6, 3-6, 4-6, 2-6 |
| 7.  | 6 июл 1987  | Allianz Suisse Open Gstaad, Швейцария                 | Грунт    | Луак Курто     | Ян Гуннарссон Томаш Шмид          | 6-7, 2-6                |
| 8.  | 10 окт 1988 | Тулуза, Франция                                       | Хард (i) | Мансур Бахрами | Том Нейсен Рики Остерхун          | 3-6, 4-6                |
| 9.  | 4 мар 1991  | Newsweek Champions Cup, Индиан-Уэллз, США             | Хард     | Анри Леконт    | Джим Курье Хавьер Санчес          | 6-7, 6-3, 3-6           |
| 10. | 8 июл 1991  | Allianz Suisse Open Gstaad (2)                        | Грунт    | Якоб Хласек    | Дани Виссер Гэри Мюллер           | 6-7, 4-6                |
| 11. | 10 фев 1992 | Брюссель, Бельгия                                     | Ковёр    | Якоб Хласек    | Борис Беккер Джон Макинрой        | 3-6, 2-6                |
| 12. | 14 сен 1992 | Grand Prix Passing Shot (2)                           | Грунт    | Арно Бёч       | Серхио Касаль Эмилио Санчес       | 1-6, 4-6                |
| 13. | 5 окт 1992  | Тулуза (2)                                            | Хард (i) | Анри Леконт    | Брэд Пирс Байрон Талбот           | 1-6, 6-3, 3-6           |
| 14. | 9 окт 1995  | Острава, Чехия                                        | Ковёр    | Патрик Рафтер  | Юнас Бьоркман Хавьер Франа        | 7-6, 4-6, 6-7           |
| 15. | 26 фев 1996 | Milan Indoor, Италия                                  | Ковёр    | Якоб Хласек    | Андреа Гауденци Горан Иванишевич  | 4-6, 5-7                |
| 16. | 6 мая 1996  | Открытый чемпионат Германии, Гамбург                  | Грунт    | Якоб Хласек    | Даниэль Нестор Марк Ноулз         | 2-6, 4-6                |
| 17. | 27 мая 1996 | Открытый чемпионат Франции, Париж (2)                 | Грунт    | Якоб Хласек    | Даниэль Вацек Евгений Кафельников | 2-6, 3-6                |

#### Статистика участия в крупнейших турнирах — мужской парный разряд
| Турнир                                             | 1982                       | 1983                       | 1984                       | 1985                       | 1986                       | 1987                       | 1988                       | 1989                       | 1990 | 1991 | 1992 | 1993 | 1994 | 1995 | 1996 | 1997 | 1998 | 1999 | 2000 | Итого  | В / П за карьеру |
| -------------------------------------------------- | -------------------------- | -------------------------- | -------------------------- | -------------------------- | -------------------------- | -------------------------- | -------------------------- | -------------------------- | ---- | ---- | ---- | ---- | ---- | ---- | ---- | ---- | ---- | ---- | ---- | ------ | ---------------- |
| Турниры Большого шлема                             |                            |                            |                            |                            |                            |                            |                            |                            |      |      |      |      |      |      |      |      |      |      |      |        |                  |
| Открытый чемпионат Австралии                       | НУ                         | НУ                         | 1К                         | 2К                         | -                          | НУ                         | 3К                         | 2К                         | 2К   | 1К   | НУ   | НУ   | НУ   | НУ   | 1/2  | НУ   | НУ   | НУ   | НУ   | 0 / 7  | 8-6              |
| Открытый чемпионат Франции                         | 1К                         | НУ                         | 3К                         | 2К                         | 3К                         | Ф                          | 1К                         | НУ                         | 1К   | 3К   | 2К   | НУ   | 2К   | 3К   | Ф    | НУ   | 1К   | 2К   | 2К   | 0 / 15 | 23-15            |
| Уимблдонский турнир                                | НУ                         | НУ                         | НУ                         | НУ                         | 3К                         | 1/4                        | 1/4                        | НУ                         | 3К   | НУ   | 1/2  | НУ   | НУ   | 1/4  | 1/4  | 1К   | НУ   | НУ   | НУ   | 0 / 8  | 20-8             |
| Открытый чемпионат США                             | НУ                         | НУ                         | 1К                         | 2К                         | 1/4                        | 1К                         | 3К                         | НУ                         | 1/4  | НУ   | НУ   | НУ   | 2К   | НУ   | 1/2  | НУ   | НУ   | НУ   | НУ   | 0 / 8  | 13-8             |
| ATP Championship Series, Single Week / ATP Super 9 |                            |                            |                            |                            |                            |                            |                            |                            |      |      |      |      |      |      |      |      |      |      |      |        |                  |
| Ла-Квинта / Индиан-Уэллз                           | Серия не учреждена до 1990 | Серия не учреждена до 1990 | Серия не учреждена до 1990 | Серия не учреждена до 1990 | Серия не учреждена до 1990 | Серия не учреждена до 1990 | Серия не учреждена до 1990 | Серия не учреждена до 1990 | П    | Ф    | 2К   | П    | НУ   | 1/4  | 2К   | 1К   | НУ   | НУ   | НУ   | 2 / 7  | 18-5             |
| Майами                                             | Серия не учреждена до 1990 | Серия не учреждена до 1990 | Серия не учреждена до 1990 | Серия не учреждена до 1990 | Серия не учреждена до 1990 | Серия не учреждена до 1990 | Серия не учреждена до 1990 | Серия не учреждена до 1990 | 1/2  | 2К   | НУ   | НУ   | НУ   | НУ   | 2К   | НУ   | НУ   | НУ   | НУ   | 0 / 3  | 3-3              |
| Монте-Карло                                        | Серия не учреждена до 1990 | Серия не учреждена до 1990 | Серия не учреждена до 1990 | Серия не учреждена до 1990 | Серия не учреждена до 1990 | Серия не учреждена до 1990 | Серия не учреждена до 1990 | Серия не учреждена до 1990 | 1/4  | НУ   | 1/4  | 1К   | 1К   | 1/2  | НУ   | НУ   | НУ   | НУ   | НУ   | 0 / 5  | 6-5              |
| Открытый чемпионат Италии                          | Серия не учреждена до 1990 | Серия не учреждена до 1990 | Серия не учреждена до 1990 | Серия не учреждена до 1990 | Серия не учреждена до 1990 | Серия не учреждена до 1990 | Серия не учреждена до 1990 | Серия не учреждена до 1990 | 1К   | НУ   | 2К   | НУ   | НУ   | НУ   | 1К   | НУ   | НУ   | НУ   | НУ   | 0 / 3  | 1-3              |
| Открытый чемпионат Германии                        | Серия не учреждена до 1990 | Серия не учреждена до 1990 | Серия не учреждена до 1990 | Серия не учреждена до 1990 | Серия не учреждена до 1990 | Серия не учреждена до 1990 | Серия не учреждена до 1990 | Серия не учреждена до 1990 | 1/4  | НУ   | НУ   | НУ   | НУ   | НУ   | Ф    | НУ   | НУ   | НУ   | НУ   | 0 / 2  | 4-2              |
| Монреаль / Торонто                                 | Серия не учреждена до 1990 | Серия не учреждена до 1990 | Серия не учреждена до 1990 | Серия не учреждена до 1990 | Серия не учреждена до 1990 | Серия не учреждена до 1990 | Серия не учреждена до 1990 | Серия не учреждена до 1990 | НУ   | НУ   | НУ   | НУ   | НУ   | НУ   | 1К   | НУ   | НУ   | НУ   | НУ   | 0 / 1  | 0-1              |
| Цинциннати                                         | Серия не учреждена до 1990 | Серия не учреждена до 1990 | Серия не учреждена до 1990 | Серия не учреждена до 1990 | Серия не учреждена до 1990 | Серия не учреждена до 1990 | Серия не учреждена до 1990 | Серия не учреждена до 1990 | 1/2  | 1К   | 1/2  | НУ   | НУ   | 1К   | НУ   | НУ   | НУ   | НУ   | НУ   | 0 / 4  | 6-4              |
| Стокгольм / Эссен / Штутгарт                       | Серия не учреждена до 1990 | Серия не учреждена до 1990 | Серия не учреждена до 1990 | Серия не учреждена до 1990 | Серия не учреждена до 1990 | Серия не учреждена до 1990 | Серия не учреждена до 1990 | Серия не учреждена до 1990 | П    | НУ   | НУ   | НУ   | НУ   | 2К   | 2К   | НУ   | НУ   | НУ   | НУ   | 1 / 3  | 5-2              |
| Париж                                              | Серия не учреждена до 1990 | Серия не учреждена до 1990 | Серия не учреждена до 1990 | Серия не учреждена до 1990 | Серия не учреждена до 1990 | Серия не учреждена до 1990 | Серия не учреждена до 1990 | Серия не учреждена до 1990 | 1/4  | 1К   | НУ   | НУ   | НУ   | 2К   | 2К   | НУ   | НУ   | НУ   | НУ   | 0 / 4  | 2-3              |

### Командные турниры (3)

#### Победы (3)
| №  | Год  | Турнир               | Команда                                     | Соперник в финале                                   | Счёт в финале |
| -- | ---- | -------------------- | ------------------------------------------- | --------------------------------------------------- | ------------- |
| 1. | 1986 | Командный Кубок мира | Франция · А. Леконт, Т. Тулан, Г. Форже     | Швеция · М. Виландер, А. Яррид                      | 2-1           |
| 2. | 1991 | Кубок Дэвиса         | Франция А. Леконт, Г. Форже                 | США А. Агасси, П. Сампрас, Р. Сегусо, К. Флэк       | 3-1           |
| 3. | 1996 | Кубок Дэвиса         | Франция А. Бёч, С. Пьолин, Г. Рау, Г. Форже | Швеция Ю. Бьоркман, Н. Култи, С. Эдберг, Т. Энквист | 3-2           |

## Тренерская карьера
После окончания активных выступлений Ги Форже занял пост капитана сборной Франции в Кубке Дэвиса. С 1999 по 2004 год он также был тренером женской сборной Франции в Кубке Федерации, но затем ушёл в отставку с этой должности, чтобы сосредоточиться на работе в мужской сборной.
Под руководством Форже команда Франции трижды доходила до финала Кубка Дэвиса и один раз, в 2001 году, выиграла этот трофей. Французская женская команда также один раз выиграла Кубок Федерации под руководством Форже, в 2003 году, а на следующий год, дойдя до финала, уступила в Москве команде России.